# Chrastavice
Chrastavice è un comune della Repubblica Ceca facente parte del distretto di Domažlice, nella regione di Plzeň.

## Galleria d'immagini

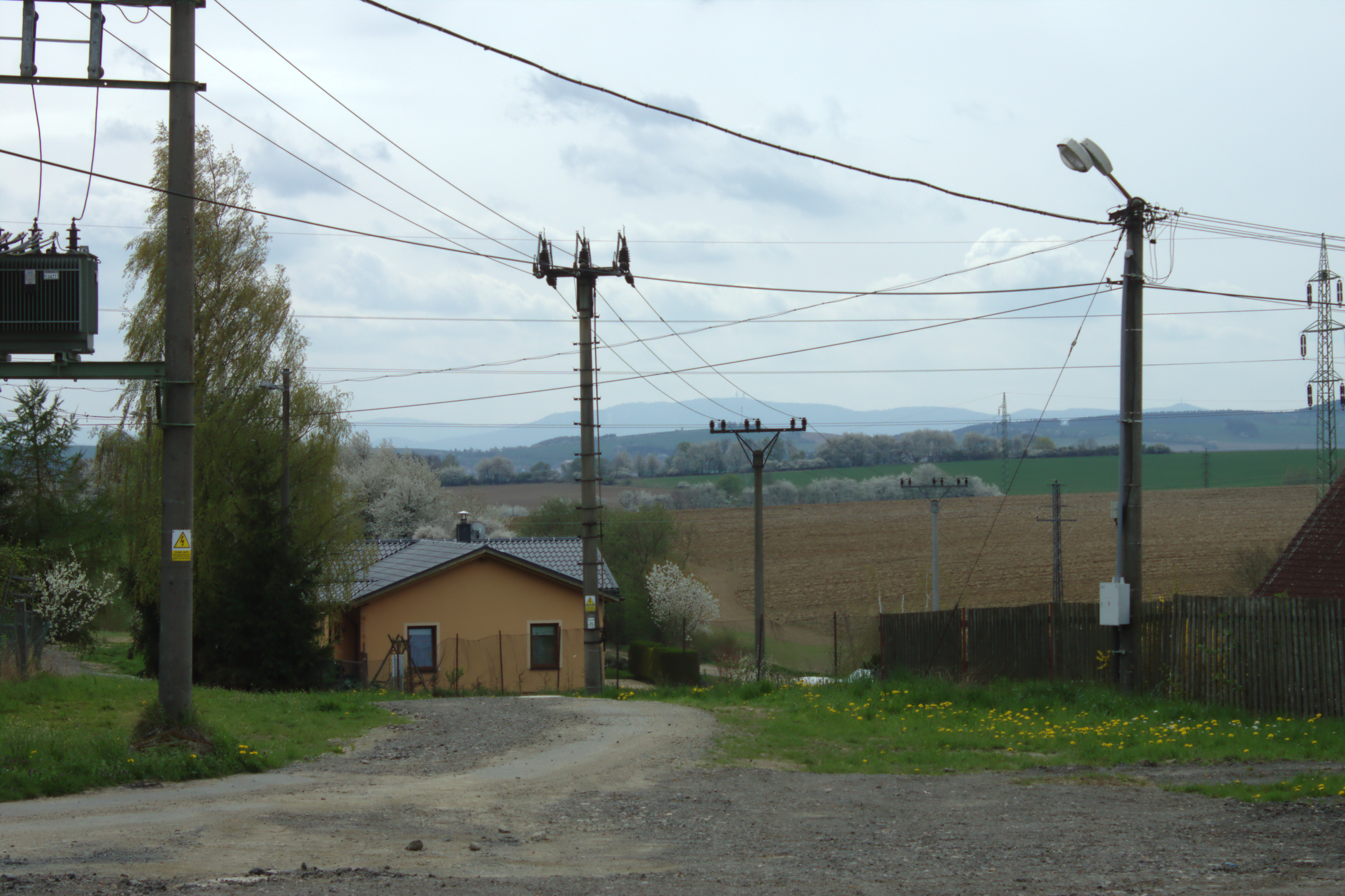
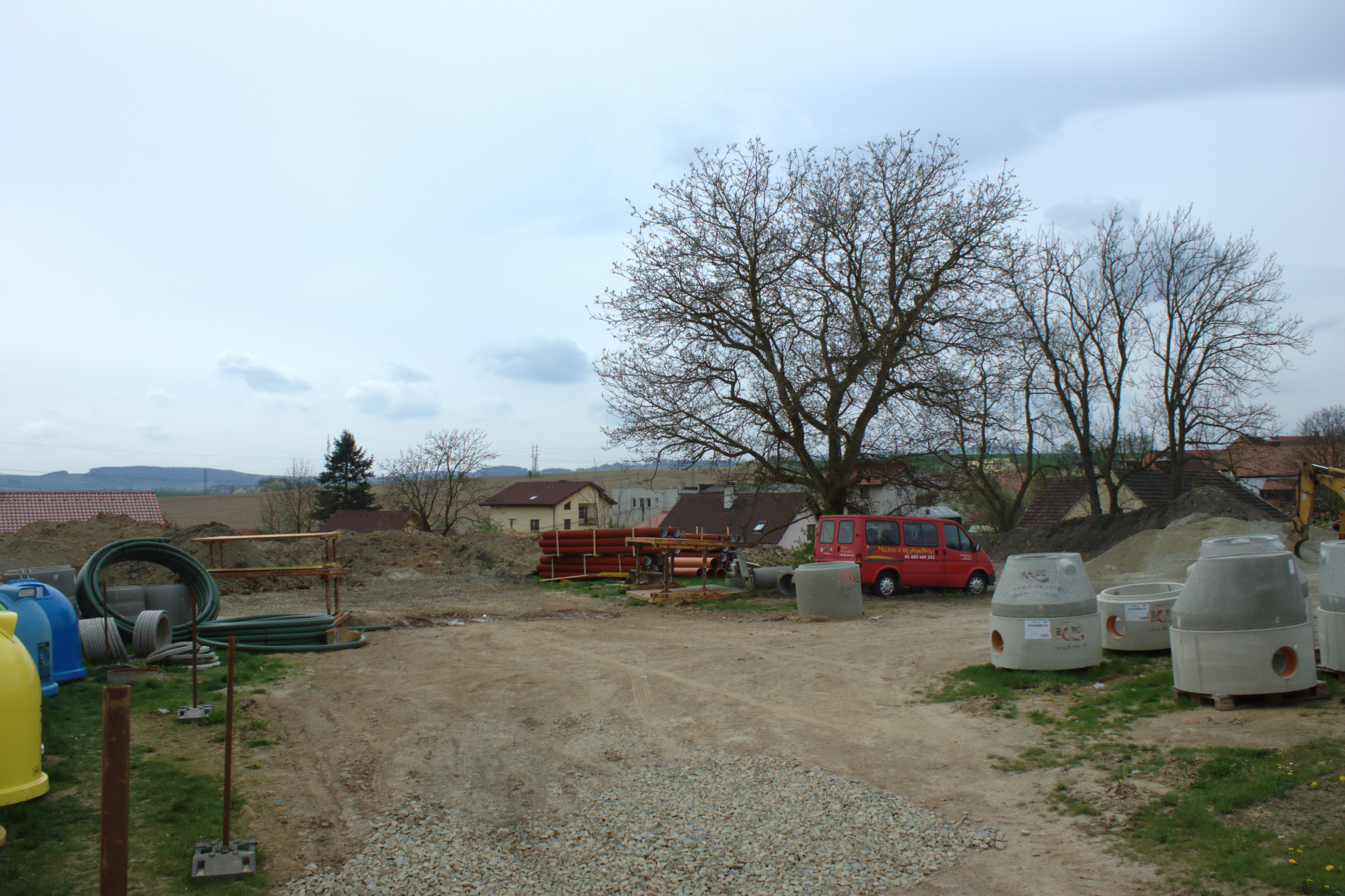
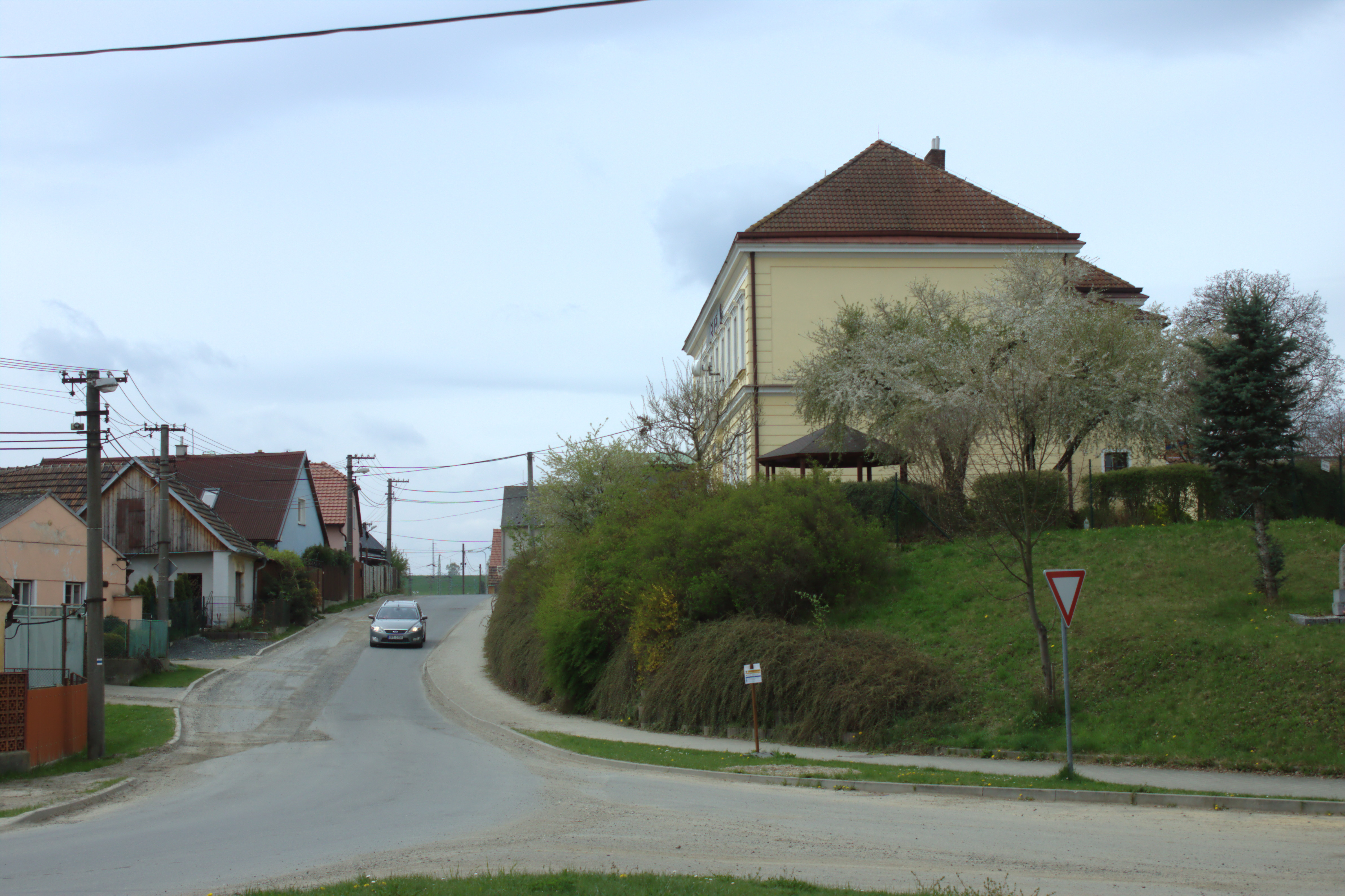